# Liste der Baudenkmäler in Viersen
Die Liste der Baudenkmäler in Viersen enthält die denkmalgeschützten Bauwerke auf dem Gebiet der Stadt Viersen im Kreis Viersen in Nordrhein-Westfalen (Stand: September 2011). Diese Baudenkmäler sind in der Denkmalliste der Stadt Viersen eingetragen; Grundlage für die Aufnahme ist das Denkmalschutzgesetz Nordrhein-Westfalen (DSchG NRW).

Die Liste ist alphabetisch nach Straßennamen sortiert.
| Straßenname | Liste                                         |
| ----------- | --------------------------------------------- |
| A–F         | siehe Liste der Baudenkmäler in Viersen (A–F) |
| G–L         | siehe Liste der Baudenkmäler in Viersen (G–L) |
| M–S         | siehe Liste der Baudenkmäler in Viersen (M–S) |
| T–Z         | siehe Liste der Baudenkmäler in Viersen (T–Z) |